# Chlopsidae

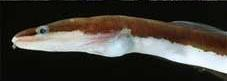
Chlopsis bicolor

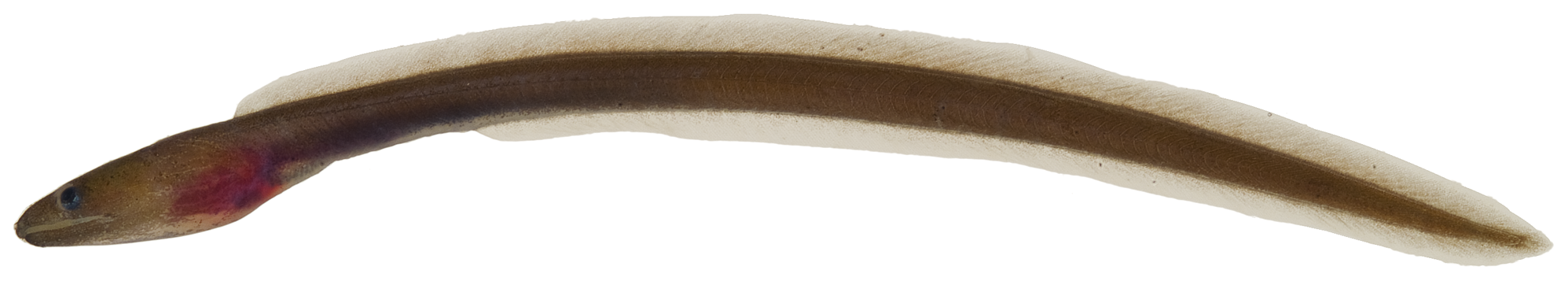
Kaupichthys hyoproroides

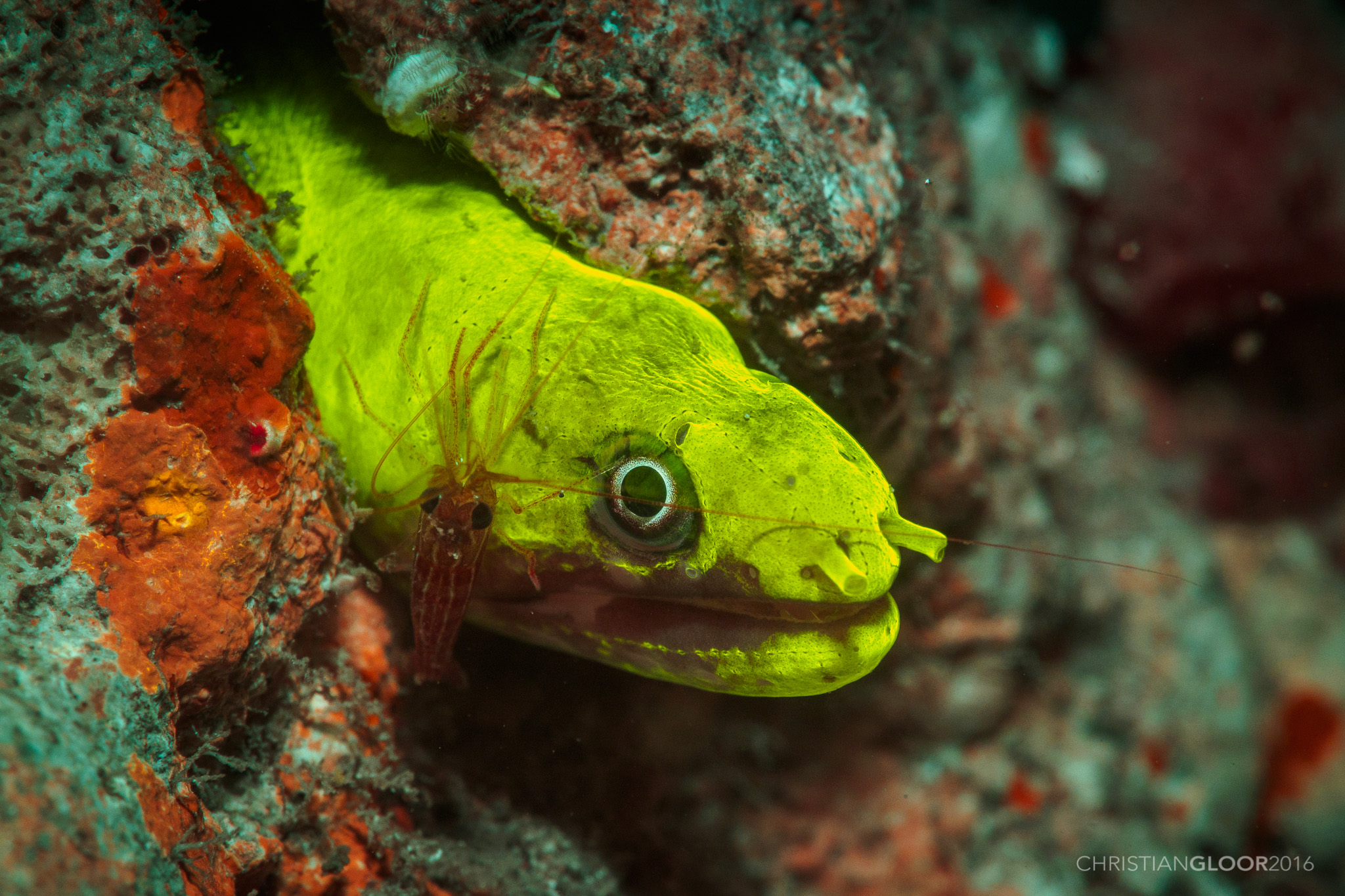
Kaupichthys brachychirus zählt zu den „falschen Muränen“, bei denen Biolumineszenz beobachtet wurde.

Die Chlopsidae (Gr.: „chloa“, -„as“ = grün, „ops“ = ähnlich; Syn.: Xenocongridae), auch falsche Muränen genannt, sind eine Fischfamilie aus der Ordnung der Aalartigen (Anguilliformes). Die kleinen, nur elf bis 42 Zentimeter lang werdenden Tiere leben im tropischen und subtropischen Atlantik, Pazifik und Indischen Ozean. 

## Merkmale
Sie haben keine Schuppen, den Arten der Gattungen Chlopsis und  Robinsia fehlen auch die Brustflossen. Die Kiemenöffnungen sind zu kleinen, runden, seitlichen Öffnungen reduziert. Das Seitenlinienorgan besteht nur aus einigen Poren am Kopf. Die hinten liegenden Nasenöffnungen sind nach unten verschoben und liegen in den Lippen (nicht bei Kaupichthys nuchalis). Die Fische haben 100 bis 150 Wirbel.
Einem Teil der falschen Muränen, wie z. B. Kaupichthys hyoproroides und Kaupichthys nuchalis, konnte Biofluoreszenz nachgewiesen werden.

## Arten
Es gibt 25 Arten in acht Gattungen:
- Gattung Boehlkenchelys Tighe, 1992
  - Boehlkenchelys longidentata Tighe, 1992
- Gattung Catesbya Böhlke & Smith, 1968
  - Catesbya pseudomuraena Böhlke & Smith, 1968
- Gattung Chilorhinus Lütken, 1852
  - Chilorhinus platyrhynchus (Norman, 1922)
  - Chilorhinus suensonii Lütken, 1852
- Gattung Chlopsis Rafinesque, 1810
  - Chlopsis apterus (Beebe & Tee-Van, 1938)
  - Chlopsis bicollaris Myers & Wade, 1941
  - Chlopsis bicolor Rafinesque, 1810
  - Chlopsis bidentatus Tighe & McCosker, 2003
  - Chlopsis dentatus (Seale, 1917)
  - Chlopsis kazuko Lavenberg, 1988
  - Chlopsis longidens (Garman, 1899)
  - Chlopsis nanhaiensis Tighe, Ho, Pogonoski & Hibino, 2015
  - Chlopsis olokun (Robins & Robins, 1966)
  - Chlopsis orientalis Tighe, Ho, Pogonoski & Hibino, 2015
  - Chlopsis sagmacollaris Tighe, Ho, Pogonoski & Hibino, 2015
  - Chlopsis slusserorum Tighe & McCosker, 2003
- Gattung Kaupichthys Schultz, 1943
  - Kaupichthys atronasus Schultz, 1953
  - Kaupichthys brachychirus Schultz, 1953
  - Kaupichthys diodontus Schultz, 1943
  - Kaupichthys hyoproroides (Strömman, 1896)
  - Kaupichthys japonicus Matsubara & Asano, 1960
  - Kaupichthys nuchalis Böhlke, 1967
- Gattung Powellichthys Smith, 1966
  - Powellichthys ventriosus Smith, 1966
- Gattung Robinsia Böhlke & Smith, 1967
  - Robinsia catherinae Böhlke & Smith, 1967
- Gattung Xenoconger Regan, 1912
  - Xenoconger fryeri Regan, 1912